# Times Higher Education
Times Higher Education (förkortning THE) är en tidskrift som ges ut en gång i veckan. Tidskriften grundades 1971. Den anses vara en av de viktigaste magasinen för frågor om högre utbildning.
Tidskriften är särskilt känd för sin årliga ranking av världens främsta universitet, Times Higher Education World University Rankings. Denna ranking, tillsammans med Quacquarelli Symonds (QS) och Shanghai Rankings årliga rankingar, utgör de tre viktigaste och mest prestigefyllda internationella universitetsrankingarna.

## Ranking av lärosäten
| Universitet                                 | 2010–11 | 2011–12 | 2012–13 | 2013–14 | 2014–15 | 2015–16 | 2016–17 | 2017-18 | 2018-19 |
| ------------------------------------------- | ------- | ------- | ------- | ------- | ------- | ------- | ------- | ------- | ------- |
| Oxfords universitet                         | 6       | 4       | 2       | 2       | 3       | 2       | 1       | 1       | 1       |
| Universitetet i Cambridge                   | 6       | 6       | 7       | 7       | 5       | 4       | 4       | 2       | 2       |
| Stanford University                         | 4       | 2       | 3       | 4       | 4       | 3       | 3       | 3       | 3       |
| Massachusetts Institute of Technology       | 3       | 7       | 5       | 5       | 6       | 5       | 5       | 5       | 4       |
| California Institute of Technology          | 2       | 1       | 1       | 1       | 1       | 1       | 2       | 3       | 5       |
| Harvard University                          | 1       | 2       | 4       | 2       | 2       | 6       | 6       | 6       | 6       |
| Princeton University                        | 5       | 5       | 6       | 6       | 7       | 7       | 7       | 7       | 7       |
| Yale University                             | 10      | 11      | 11      | 11      | 9       | 12      | 12      | 12      | 8       |
| Imperial College London                     | 9       | 8       | 8       | 10      | 9       | 8       | 8       | 8       | 9       |
| University of Chicago                       | 13      | 9       | 10      | 9       | 11      | 10      | 10      | 9       | 10      |
| Eidgenössische Technische Hochschule Zürich | 15      | 15      | 12      | 14      | 13      | 9       | 9       | 10      | 11      |
| University of Pennsylvania                  | 19      | 16      | 15      | 16      | 16      | 17      | 13      | 10      | 12      |

### Unga universitet
THE gör även en årlig ranking över de 150 främsta unga (under 50 år) universiteten i världen.
År 2018 toppades denna ranking av Hong Kong University of Science and Technology. Tre svenska universitet fanns med på topplistan, Sveriges lantbruksuniversitet (plats 36), Örebro universitet (plats 62) och Linköpings universitet (plats 73).